# Horia Tecuceanu
Horia Tecuceanu (n. 30 mai 1929, Iași, România – d. 2 noiembrie 1997, București, România) a fost un scriitor român de romane polițiste. Este creatorul căpitanului Apostolescu, personajul principal al cărților sale.
După terminarea studiilor liceale (1948) a fost angajat ca lăcătuș, urmând între anii 1950-1951 cursurile unei școli militare de aviație. În perioada 1953-1971 a lucrat ca economist.
Horia Tecuceanu a debutat ca scriitor în 1969 cu romanul Căpitanul Apostolescu anchetează, continuând să scrie în exclusivitate romane polițiste.

## Romane
- Căpitanul Apostolescu anchetează (Ed. Militară, București, 1969)
- Căpitanul Apostolescu intervine (Ed. Dacia, col. Scorpionul, Cluj, 1971)[3]
- Căpitanul Apostolescu și dubla enigmă (Ed. Dacia, Cluj, 1972; reeditată de Ed. Medicală, București, 1993)
- Greșeala căpitanului Apostolescu (Ed. Facla, Timișoara, 1973)
- Căpitanul Apostolescu și identificarea (Ed. Facla, Timișoara, 1974)
- Surprizele căpitanului Apostolescu (Ed. Dacia, Cluj, 1975)
- Obstinația căpitanului Apostolescu (Ed. Eminescu, col. Clepsidra, București, 1978)
- Căpitanul Apostolescu și piromanul (cu Acțiunea Anda,[2] Ed. Cartea Românească, București, 1979)
- Căpitanul Apostolescu și filiera (cu Colierul,[2] Ed. Cartea Românească, București, 1981)
- Căpitanul Apostolescu și cifrul D-237 (cu Revelionul,[2] Ed. Cartea Românească, București, 1983)
- Căpitanul Apostolescu și S.A. Frații & Co. (Ed. Cartea Românească, București, 1986)
- Căpitanul Apostolescu și inamicul public nr. 1 (Ed. Medicală, București, 1990)
- Căpitanul Apostolescu și mobilul. Ancheta continuă (Ed. Quintus, Ploiești, București, 1991)
- Căpitanul Apostolescu și spionii (Ed. Medicală, București, 1991)
- Afacerea Samoilescu-Cozmici. Cadavrele ciopîrțite (Ed. Cartea Românească, București, 1993)

### Traduceri în alte limbi
- Wenn es sein muss: Doppelmord (Ed. Das Neue Berlin, Berlin, 1982, Surprizele căpitanului Apostolescu)[4]

## Traduceri
- San Antonio - Am onoarea să vă pun la punct (Ed. Univers, București, 1979)
- San Antonio - În misiune secretă (Ed. Doris, București, 1992)